# Xian de Zhangzi
Le xian de Zhangzi (长子县 ; pinyin : Zhǎngzǐ Xiàn) est un district administratif de la province du Shanxi en Chine. Il est placé sous la juridiction de la ville-préfecture de Changzhi.

## Démographie
La population du district était de 341 288 habitants en 1999.